# Maçude ibne Bursuqui
Izadim Maçude ibne Bursuqui (Izz ad-Din Mas'ûd ibn Bursuqî; m. 1127) foi atabegue de Moçul e Alepo de 1126 a 1127, filho e sucessor de Aque Suncur Bursuqui. Seu pai foi assassinado em Moçul em 26 de novembro de 1126 enquanto residia em Alepo e soube da notícia através do príncipe Boemundo II, "tanto que os francos se preocuparam em saber o que era importante nas províncias muçulmanas", segundo o cronista muçulmano ibne Alatir. Maçude foi imediatamente a Baguedade para obter de Mamude II, sultão seljúcida da Pérsia, a investidura de Moçul e Alepo. Pouco depois, disputou com Toguetequim, atabegue de Damasco, e se preparou para invadir seus estados quando morre em Raeba, possivelmente envenenado. O sultão então deu Moçul e Alepo a Zengui, mas, enquanto este último ocupou Moçul, Cutlugue, um mameluco de Maçude, assumiu o poder em Alepo, mas se tornou tão tirânico com seus habitantes que uma revolta o derrubou antes que Zengui tomasse posse da cidade em 18 de junho de 1128.